# Mervat Seif el-Din
Pour les articles homonymes, voir El-Din.
Mervat Seif el-Din (arabe : ميرفت سيف الدين), née à Alexandrie en 1954, est une égyptologue-archéologue égyptienne.

## Biographie
Mervat Seif el-Din a étudié à l'université d'Alexandrie de 1970 à 1974 au département d’archéologie classique ; elle est devenue en 1976 conservatrice-assistante au musée gréco-romain d'Alexandrie, où elle a travaillé jusqu'à ce qu'elle émigre en Allemagne pour entreprendre des recherches postuniversitaires.
Entre 1979 et 1985, elle a effectué son doctorat à l’université de Trèves, sous la direction de l'archéologue Günter Grimm.
Elle a ensuite enseigné à l'université Ain Shams et à l'université de Helwan en Égypte avant de réintégrer le musée gréco-romain en tant que conservatrice en chef, musée qu’elle a ensuite dirigé de 2004 à 2010.
Depuis 2010, elle est responsable de la publication des fouilles récentes dans le Bubasteion d'Alexandrie.
Aujourd’hui, elle est chargée de la recherche scientifique dans les musées d’Alexandrie dépendant du ministère d’État des Antiquités égyptiennes.
Spécialiste de l’Égypte gréco-romaine, elle mène des études portant aussi bien sur la grande sculpture et la peinture funéraire que sur la céramique moulée à relief, la faïence, la vaisselle et les figurines en métal.
Depuis 2010, elle est chargée de la publication des objets découverts récemment dans le Bubasteion d'Alexandrie.
En 2014, en l'honneur de son 60e anniversaire, une brochure a été publiée sur l'archéologie d'Alexandrie à travers différentes cultures matérielles.

## Publications
- Die reliefierten hellinistisch-römischen Pilgerflaschen, Institut français d'archéologie orientale du Caire (IFAO), 2006, collection : Études alexandrines,  (ISBN 978-2724704136)
- Avec Marie-Dominique Nenna, « La petite plastique en faïence du musée gréco-romain d'Alexandrie » dans Bulletin de correspondance hellénique, vol. 118, p. 291-320, lire en ligne
- Avec Marie-Dominique Nenna, La vaisselle en faïence d'époque gréco-romaine, Institut français d'archéologie orientale du Caire (IFAO), collection : Études alexandrines, 2000,  (ISBN 978-2724702781)
- Avec Ahmed Abdel-Fattah, Mostafa el-Abbadi, Alexandria, Graeco-Roman Museum: A Thematic Guide, American University in Cairo,  (ISBN 977305327X)
- Avec Ahmed Abdel-Fattah, Mostafa el-Abbadi, al-Iskandarīyah : al-Matʹḥaf al-Yūnānī al-Rūmānī, Le Caire, 2003,  (ISBN 978-9773055950)